# ون کلیک آلیسون
ون کلیک آلیسون (به انگلیسی: Van Kleeck Allison) (زادهٔ ۱۸۴۹-درگذشته نامعلوم) یک کنشگر پیشگیری از بارداری بود که در جنبش پیشگیری از بارداری ایالات متحده نیز مشارکت داشت. وی در بوستون و در ژوئیه ۱۹۱۶ به دلیل انتشار جزوه‌هایی که دربارهٔ روشهای پیشگیری از بارداری توضیح می‌داد دستگیر و به سه سال زندان محکوم شد. آلیسون از یک خانواده مرفه نیویورکی بود.او در سال ۱۹۱۷ ویراستاری مشترکی را (همراه مایک گلد) برای روزنامهٔ رادیکال بوستونی به نام د فلیم(به انگلیسی: The Flame) یک ماهنامهٔ ادبی و انقلابی که تا سه نسخهٔ آن انتشار یافت انجام داد.